# Frankenalb-Klinik Engelthal

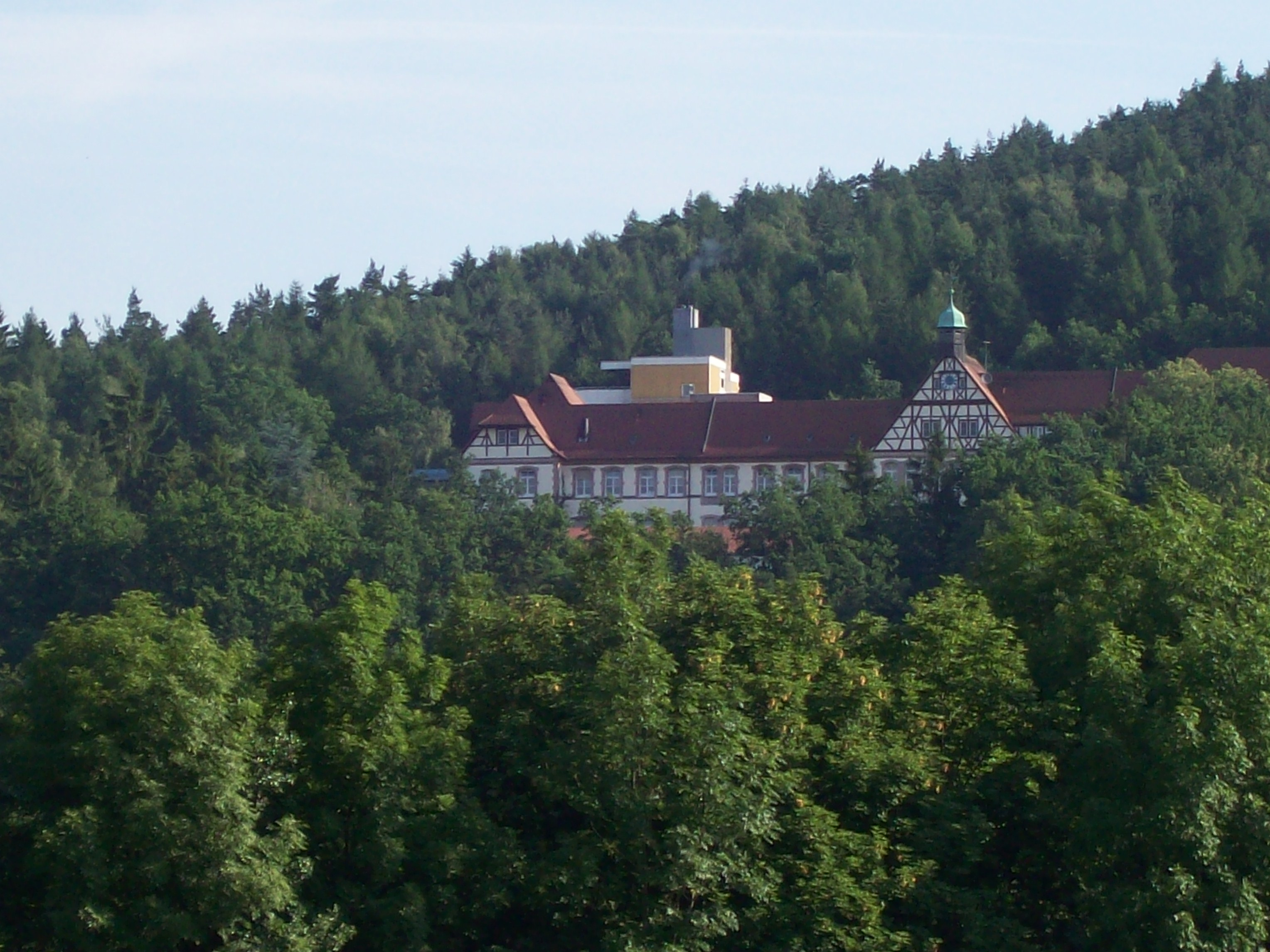
Die Frankenalb-Klinik auf dem Reschenberg oberhalb von Engelthal

Die Frankenalb-Klinik Engelthal in der Gemeinde Engelthal im Nürnberger Land ist eine Fachklinik für Psychiatrie, Psychotherapie und Psychosomatik. Sie ist eine Einrichtung des Kommunalunternehmens Bezirkskliniken Mittelfranken, zu der auch das Bezirksklinikum Ansbach, das Klinikum am Europakanal in Erlangen, das soziotherapeutische Wohnheim Eggenhof in Uttenreuth und das soziotherapeutische Wohn- und Pflegeheim in Ansbach gehören.

## Geschichte
Die Frankenalb-Klinik wurde 1898 auf dem Reschenberg erbaut und 1900 als Lungenheilstätte mit 100 Betten in Betrieb genommen. Zwischenzeitlich war sie ein Kinderheim im Zweiten Weltkrieg. 1973 spezialisierte sich das Haus auf die Behandlung von psychischen Erkrankungen.

## Einrichtung
Seit 2006 liegt der Schwerpunkt auf den Bereichen Depression, Burn-out und Psychosomatik. Darüber hinaus umfasst die Klinik Abteilungen für Allgemeinpsychiatrie, Alterspsychiatrie, Suchtmedizin sowie eine Institutsambulanz. Der Klinik angeschlossen ist die Substitutionsambulanz „SubstANZ“ in Nürnberg.

## Fachrichtungen
Folgende Fachbereiche sind vorhanden:
- Allgemeinpsychiatrie
- Psychotherapie
- Burn-out-Station
- Gerontopsychiatrie
- Sucht, Alkohol
- Ambulanzen
- Bewegungstherapie
- Kreative Therapie
- Musiktherapie
- Tagesklinik

## Bildung
Bis 2009 gab es in Engelthal noch eine eigene Berufsfachschule für Krankenpflege. Außerdem bietet die Frankenalb-Klinik Fort- und Weiterbildungsangebote zu ihren Fachrichtungen an, unter anderem Demenz, Krisenintervention, Gruppenleitung und Umgang mit suizidalen Patienten.

## Bilder

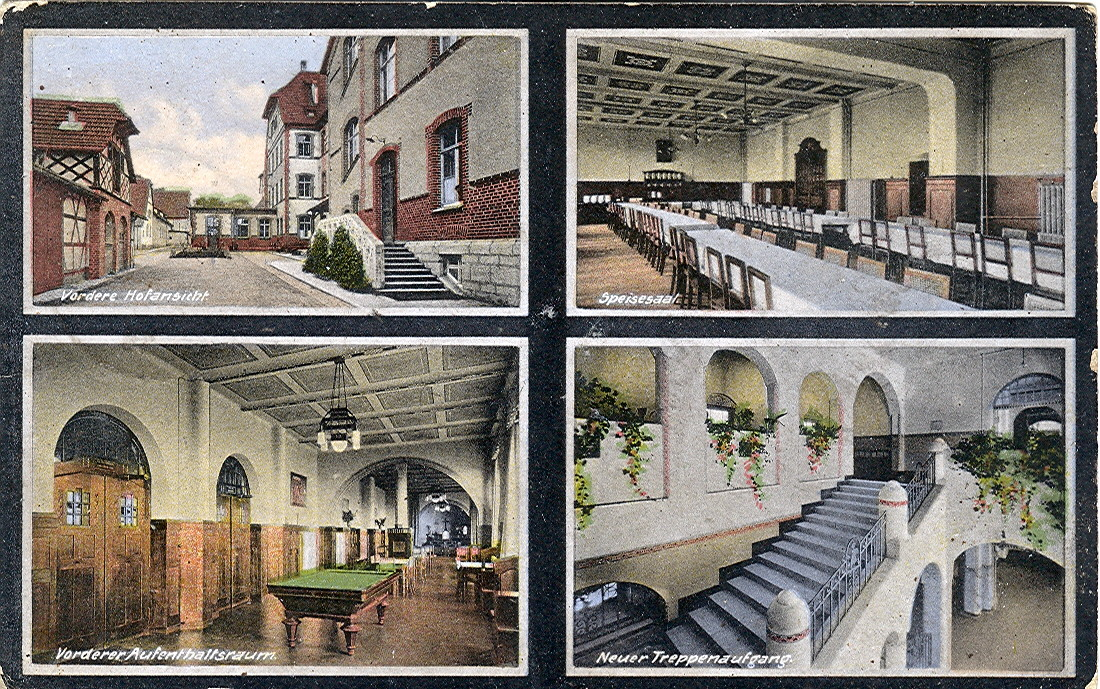
Postkarte um 1910
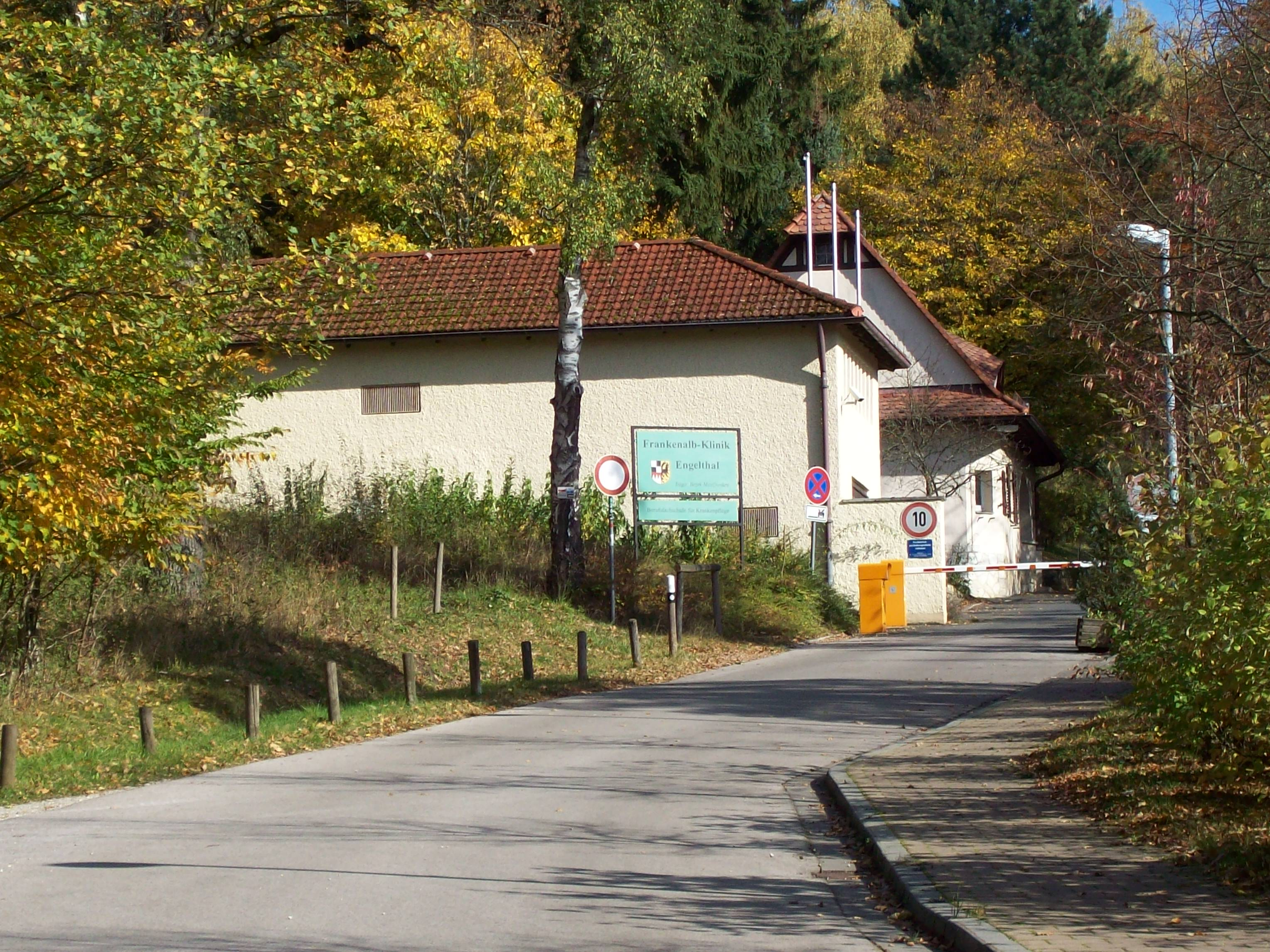
Die Einfahrt zur Frankenalb-Klinik in Engelthal
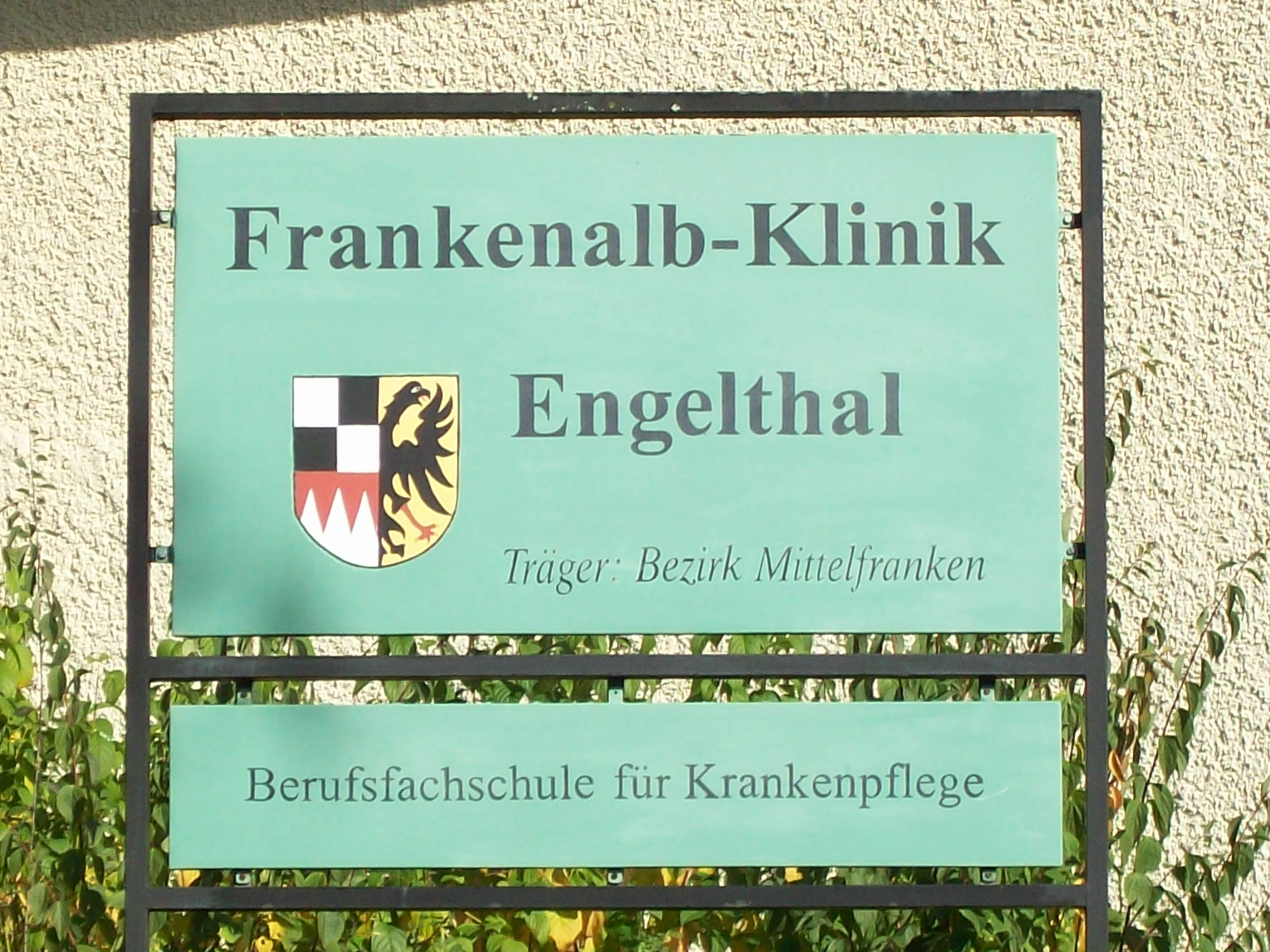
Das Türschild der Frankenalb-Klinik